# デルタフォース2
『デルタ・フォース2』（原題：Delta Force 2: The Colombian Connection）は、1990年のアメリカ合衆国のアクション映画。『デルタフォース』の続編。

## ストーリー
南米サン・カルロスの麻薬王ラモン・コタは麻薬取締局の依頼を受けたデルタ・フォースのスコット・マッコイ大佐とボビー・チャベス少佐により拘束される。裁判で無罪となり釈放されたラモンは報復として、ボビーの妻リタと弟アレックスを殺害。ボビーは復讐しようとするがジョン・ペイジ捜査官に制止され、二人ともラモンに捕まってしまう。後日、テイラー将軍の元にボビーが殺害された映像が送り付けられる。映像を見て激怒したアメリカ大統領はサン・カルロスのアルカザー大統領に圧力をかけて協力を取り付け、捕まっている捜査官たちの救出をデルタ・フォースに命令する。テイラーから許可を得たマッコイは単身サン・カルロスに入り、ラモンに夫と子を殺されたキキナの案内でラモンの邸宅に潜入する。同じ頃、サン・カルロスで部隊の編成を終えたテイラーの元に、サン・カルロス政府が「国軍のオルメド将軍がラモンの邸宅と麻薬工場を破壊した」と告げ、作戦の終了を通達する。オルメドが麻薬事業に手を染め、ラモンと裏で手を組んでいることを知っていたテイラーは憤慨して大統領に報告し、事情を知った大統領は作戦の続行を命令する。テイラーは部隊を率いてヘリコプターに乗り込み、ラモンの麻薬工場を攻撃して破壊する。
ラモン邸でジョンたちを救出したマッコイは、ラモンを探すため一人邸宅に残って、ラモンの部下と格闘戦を展開するが捕まってしまう。ラモンは毒ガスでマッコイを殺そうとするが、そこにテイラーのヘリコプターが到着。激しい戦闘の隙をついてジョンに助け出されたマッコイは、ラモンを拘束して車で脱出する。ジョンたちはラモンの私兵たちと、急襲を知って武装ヘリコプターで駆け付けたオルメドに追撃され窮地に陥るが、テイラーのヘリコプターからの攻撃によって、オルメドはヘリコプターごと爆破される。マッコイはキキナの村に逃げ込んでラモンの部下たちとの銃撃戦となり、混乱の中でラモンに逃げられてしまう。彼を単身追いかけたキキナは返り討ちにあって殺害され、マッコイは自分を殺すよう挑発するラモンを再び拘束。マッコイはテイラーのヘリコプターに救助ロープを下ろさせて、ウィンチ巻き上げによる脱出を試みる、ラモンの部下が迫る中、ヘリコプターはマッコイとラモンを宙吊りにしたままで上昇し、近海に待機する空母へ向かう。ラモンはマッコイに復讐すると言い放つが、ラモンの部下が彼を助けようとロープに切り付けて傷を付けていたため、途中でロープが切れてラモンは地上へと落下していく。絶叫をあげて落ちていくラモンを尻目に、マッコイたちは空母へと帰還する。

## キャスト
| 役名                   | 俳優                     | 日本語吹替             |  |
| ---------------------- | ------------------------ | ---------------------- |  |
| スコット・マッコイ大佐 | チャック・ノリス         | 堀勝之祐               |  |
| ラモン・コタ           | ビリー・ドラゴ           | 西沢利明               |  |
| テイラー将軍           | ジョン・P・ライアン      | 納谷悟朗               |  |
| オルメド将軍           | マーク・マーゴリス       | 大木民夫               |  |
| ジョン・ペイジ捜査官   | リチャード・ジャッケル   | 水鳥鐵夫               |  |
| ジョージ・フォガティ   | ジェラルド・カスティーロ | 江角英明               |  |
| キキナ                 | ベゴニア・プラザ         | 安達忍                 |  |
| ボビー・チャベス少佐   | ポール・ペリ             | 谷口節                 |  |
| ミゲル                 | ヘクトール・メルカド     | 大塚明夫               |  |
| アールカザアー         | スバス・ヘレロ           | 上田敏也               |  |
| チーフ                 |                          | 飯塚昭三               |  |
| フロレス               | マテオ・ゴメス           | 牛山茂                 |  |
| アンダーソン少佐       | ジェフ・ブリューワー     | 大滝進矢               |  |
| カルロス               | リック・プリエト         | 島香裕                 |  |
| ルシール               |                          | 滝沢久美子             |  |
| クオン                 |                          | 辻親八                 |  |
| ホセ                   | ロニー・ラザロ           | 鈴木勝美               |  |
| ウェイトレス           |                          | 小林優子               |  |
| リタ・チャベス         | ルース・デ・ソーサ       | 井上喜久子             |  |
| アレックス・チャベス   | クリス・カスティレーヨ   | 柴本浩行               |  |
| 男①                    |                          | 山口健                 |  |
| 男②                    |                          | 古田信幸               |  |
| 男③                    |                          | 星野充昭               |  |
|                        |                          |                        |  |
| 翻訳                   | 翻訳                     | 五味澤かつお           |  |
| 演出                   | 演出                     | 清水勝則               |  |
| 制作                   | 制作                     | ザック・プロモーション |  |

## スタッフ
- 監督：アーロン・ノリス
- 製作：ヨーラン・グローバス、クリストファー・ピアース
- 脚本：リー・レイノルズ
- 撮影：ホアオ・フェルナンデス
- 音楽：フレデリック・タルゴーン